# 日蓋洛韋
47°25′32″N 29°53′43″E / 47.42556°N 29.89528°E
日海洛韋（烏克蘭語：Жигайлове）是位於烏克蘭西南部的村莊，由敖德萨州羅茲季利納區的扎哈里夫卡市鎮負責管轄。該村始建於1893年，面積0.46平方公里，海拔高度145米，2001年人口47，人口密度每平方公里102.17人。